# Rahonavis
A Rahonavis (jelentése 'felhőmadár' a malagaszi rahona 'felhő' vagy 'fenyegetés' és a latin avis 'madár' szavak összetételéből; a faj neve a R. ostromi John Ostromra utal) a theropoda dinoszauruszok egyik neme, amely a késő kréta korban (a maastrichti korszakban, mintegy 70 millió évvel ezelőtt) élt a mai Madagaszkár területén. Egy részleges csontváz (az UA 8656 azonosítójú lelet) által vált ismertté, amire a Maevarano-formációban, a Mahajanga tartománybeli Berivotra közelében találtak rá.

## Anatómia
A Rahonavis egy kicsi, körülbelül Archaeopteryxméretű, a hátsó lábain a Velociraptoréhoz hasonló sarló alakú karmot viselő ragadozó volt.

## Osztályozás
A Rahonavis a pontos taxonómiai helyzete miatt vita tárgyát képezi, kérdéses ugyanis, hogy az Aves klád vagy inkább a közeli rokonságába tartozó Dromaeosauridae család tagja-e. A tollszár csomók jelenléte a singcsonton kezdetben azt jelezte, hogy a madarakhoz tartozik; azonban a csontváz többi része jellegzetesen a dromaeosauridákra jellemző tulajdonságokkal rendelkezik. A kezdetleges madarak és dromaeosaurida unokatestvéreik rendkívüli közelsége, valamint a repülés képességének e csoportokban történő többszöri kifejlődésének és elvesztésének lehetősége miatt nehéz pontosan elhelyezni a Rahonavist a madarak, illetve a dromaeosauridák között. A Rahonavis az Archaeopteryx közeli rokona és az Aves klád tagja lehet, ahogy azt a leírást készítő szerzők felvetették, de miközben a csípőjén az Archaeopteryxéhez hasonló, repülésre utaló jellemzők találhatók, úgy tűnik, hogy egy másik vonalon fejlődött. Peter J. Makovicky és kollégái úgy ítélték meg, hogy a Rahonavis közeli rokonságban áll az olyan dél-amerikai dromaeosauridákkal, mint az Unenlagia és a Buitreraptor, így szerintük az Unenlagiinae alcsaládba tartozik. Mark A. Norell és szerzőtársai (2006-ban) szintén úgy találták, hogy a Rahonavis az Unenlagia testvértaxonjaként az Unenlagiinae alcsalád részét képezi. Egy Alan H. Turner és kollégái által 2007-ben készített tanulmány szintén az Unenlagia közeli rokonságába tartozó unenlagiina dromaeosauridaként sorolta be ezt az állatot.
A felfedezők a Rahonavisnak eredetileg a Rahona nevet szánták, de végül az előbbi mellett döntöttek, mivel kiderült, hogy a Rahonát már lefoglalták egy gyapjaslepkeféle molylepke számára.

## Felfedezés és fajok
A Rahonavis fosszilizálódott maradványait elsőként 1995-ben fedezték fel a SUNY és a University of Antananarivo közös expedíciójának tagjai egy Berivotra nevű falu közelében. Ezen a területen a legtöbb geológiai formációt dús fű borítja, ami megnehezíti a fosszíliák felkutatását. A domboldal egy részén azonban egy tűz után láthatóvá váltak egy óriás titanosaurus maradványai. Ennek kiásása közben az őslénykutatók rábukkantak a Rahonavis csontjaira is. A Rahonavis egyetlen példány alapján ismert, amely a hátsó lábak, a törzs, a farok (egybefüggő) részei, valamint a szárny és a váll darabjai alapján ismert. Az állat nagysága, ami nagyjából egy ma élő hollóénak felelt meg, egyötödével haladta meg a közeli rokonságába tartozó Archaeopteryx méretét.
A rokonságába tartozó jól dokumentált fajok mellett egy, a R. ostromiéhoz hasonló különálló hátcsigolya (az NMC 50852 azonosítójú lelet) is ismertté vált, melyre a marokkói Kem Kem régió középső kréta kori (albai–cenomani korszakbeli, 100–99 millió éves) üledékes kőzeteiben találtak rá. A Rahonavisnál talált kisebb bemélyedések (pleurocoelek) hiánya és a nagyobb idegi csatorna miatt úgy tűnik, hogy a testrész egy másik nemhez tartozik. Bár a korábbi tulajdonság változhat egyetlen nem különböző fajainak csigolyái esetében és ontogenetikus módon is, a leletek távolsága és korbeli különbsége arra enged következtetni, hogy a második példány akármi legyen is, nem tartozik a Rahonavis nembe.

## Ősbiológia
Noha több művész is repülő helyzetben ábrázolta a Rahonavist, nem világos, hogy képes volt-e repülni, ugyanis van némi kétség azzal kapcsolatban, hogy a tollszár csomókat tartalmazó mellső láb a csontváz többi részéhez tartozik-e. Néhány kutató kijelentette, hogy a Rahonavis egy kiméra, amely egy madár mellső lábából és egy ezzel egyesített dromaeosaurida csontvázból áll, így nomen nudumnak tekintendő. A közelében felfedezett kezdetleges madár, a Vorona berivotrensis felveti a keveredés lehetőségét, ami nem zárható ki teljesen. Azonban több tudós, köztük azok, akik a Rahonavis leírását készítették, a szárnycsontok és a csontváz többi részének közelsége alapján azon az állásponton maradtak, hogy a maradványok egyetlen állathoz tartoznak. A leírás elkészítésében közreműködő Luis M. Chiappe 2007-es, Glorified Dinosaurs (Megdicsőült dinoszauruszok) című könyve szerint minden a Rahonavishoz tartozó csont egy „levélpapírnál kisebb méretű” helyen temetődött el. Emellett Chiappe kijelentette, hogy Larry Martin paleornitológus kimérára való következtetése azon alapult, hogy Martin tévedésből jóval fejlettebbnek ítélte a szárny és a váll csontjait, mint amilyenek azok valójában voltak. Chiappe fenntartotta azt az állítást, hogy a Rahonavis valószínűleg repült, mivel az Archaeopteryxéhez mérten nagy és robusztus singcsonttal és feltűnő tollszár csomókkal rendelkezett, így a korai madárénál erősebb szárnyai voltak. Emellett a Rahonavis vállcsontjai bizonyítékkal szolgálnak az evezőszárnyú repüléshez szükséges izomtapadási pontokra vonatkozóan. Chiappe arra következtetett, hogy a Rahonavis képes volt repülni, bár jóval „ügyetlenebb volt a levegőben a modern madaraknál”.

## Fordítás
- Ez a szócikk részben vagy egészben a Rahonavis című angol Wikipédia-szócikk ezen változatának fordításán alapul.  Az eredeti cikk szerkesztőit annak laptörténete sorolja fel. Ez a jelzés csupán a megfogalmazás eredetét és a szerzői jogokat jelzi, nem szolgál a cikkben szereplő információk forrásmegjelöléseként.